# Little Forest
Little Forest ist ein Film von Lim Soon-rye aus dem Jahr 2018, basierend auf dem gleichnamigen Slice-of-Life-Manga von Daisuke Igarashi.

## Handlung
Hye-won studiert in Seoul und möchte Lehrerin werden. Sie ist gerade durch ihr Examen gefallen, während ihr Freund bestanden hat, und verspürt Hunger. Desillusioniert vom stressigen Großstadtleben kehrt sie zurück nach Hause aufs Land. Doch ihre Mutter ist nicht da und hinterließ nur einen Brief, den sie nicht versteht. Hye-won beginnt zu kochen, wie sie es von ihrer Mutter in Erinnerung hatte. Sie stößt mit ihren Kindheitsfreunden zusammen: Jae-ha, der in der Nähe studiert hat und nun einen Anbau betreut, und Eun-sook, die in der örtlichen Bank arbeitet und sich nach der Großstadt sehnt. Damit Hye-won nicht alleine ist, schenkt Jae-ha ihr einen Hund namens Ogu. Anfangs ist sie abgeneigt, da sie nur kurz bleiben wollte. Aber sie bleibt länger und länger, betreibt Ackerbau, baut Essen an und kocht für ihre Freunde.
Ein ganzes Jahr vergeht. Jae-ha glaubt, Hye-won würde vor ihren Problemen in der Großstadt flüchten. Sie denkt darüber nach. Sie trennt sich von ihrem Freund, gratuliert ihm für sein bestandenes Examen und sagt ihm, sie sei nicht nur kurz aufs Land gegangen, sondern zurückgekehrt. Mittlerweile versteht sie auch den Brief der Mutter. Hye-won entscheidet sich, nach Seoul zurückzukehren, um ihren Problem zu begegnen. Im Frühling kehrt sie aufs Land zurück und kümmert sich um die Ernte und kocht. Eines Tages kehrt sie nach einer Fahrradfahrt nach Hause zurück, während Ogu bellt. Der Film endet mit der geöffneten Eingangstür zum Haus und der freudig aussehenden Hye-won.

## Dreh
Die Dreharbeiten fanden im Landkreis Uiseong in Nord-Gyeongsang statt, über 200 km südöstlich von Seoul.

## Rezeption
Der Film lief am 28. Februar 2018 in den südkoreanischen Kinos an und hatte insgesamt über 1,5 Millionen Besucher.
Nach Pierce Conran sei Little Forest eine Liebeserklärung an das „langsame Leben“. Der Film sorgsam konstruiert und in vier Akte aufgeteilt, die durch die vier Jahreszeiten repräsentiert werden. Kim Tae-ri überzeuge durch ihren Charme, Moon So-ri überzeuge durch ihre bedeutsame Aura. Nach Yoon Min-sik von der Korea Herald finde der Wunsch nach Erholung vom hektischen Stadtleben Ausdruck in Little Forest. Das Trio um Kim, Ryu und Jin sei liebenswert, die Szenen, in denen Kim das Essen zubereite und koche ließen dem Zuschauer das Wasser im Munde zusammenlaufen und die Art wie Lim die Chemie zwischen Hye-won und ihrer Mutter darstellt, sei eindrucksvoll. Nach Paige Lim von der Taipei Times sei Little Forest ein Feelgood-Movie, der dem Zuschauer ein Zeichen gibt, sich auf den Weg zu fokussieren anstelle des Ziels. Das attraktive Kochen sei ein Angriff auf die Sinne, sodass sich der Film wie Therapie anfühle.

## Auszeichnungen
Korean Association of Film Critics Awards 2018
- Beste 11 Filme